# Пета династия на Древен Египет
Трета, Четвърта, Пета и Шеста династии от Древен Египет често се обединяват под общото название Старото царство на Древен Египет.
| Име               | Дати                        |
| ----------------- | --------------------------- |
| Усеркаф           | 2498 пр.н.е. – 2491 пр.н.е. |
| Сахура            | 2487 пр.н.е. – 2477 пр.н.е. |
| Нефериркара Какаи | 2477 пр.н.е. – 2467 пр.н.е. |
| Шепсескара Изи    | 2467 пр.н.е. – 2460 пр.н.е. |
| Неферефра         | 2460 пр.н.е. – 2453 пр.н.е. |
| Ниусерра Ини      | 2453 пр.н.е. – 2422 пр.н.е. |
| Менкаухор Каиу    | 2422 пр.н.е. – 2414 пр.н.е. |
| Джедкара Изези    | 2414 пр.н.е. – 2375 пр.н.е. |
| Унас              | 2375 пр.н.е. – 2345 пр.н.е. |

Петата фараонска династия се смята за част от Старото царство на Древен Египет. Манетон пише, че тези царе управляват от Елефантина, но археолозите са намерили свидетелства, ясно показващи, че техните дворци все още са били разположени в Инеб-хедж („Белите стени“).